# Ozodicera (Dihexaclonus) fumipennis
Ozodicera (Dihexaclonus) fumipennis is een tweevleugelige uit de familie langpootmuggen (Tipulidae). De soort komt voor in het Neotropisch gebied.